# Voyage en Espagne
Voyage en Espagne es un libro de viajes del escritor francés Théophile Gautier.

## Descripción
El libro, que narra el paso del autor por la península ibérica a lo largo de 1840 acompañado del coleccionista de arte Eugene Piot, fue publicado por primera vez en 1843 bajo el título Tra los montes. En 1845 fue reeditado como Voyage en Espagne, título por el que es conocido. En la obra, ejemplo de la literatura romántica y de barniz orientalista de la época, y no exenta de tópicos en la descripción del paisaje español, se exalta el sur, Andalucía, en detrimento de la meseta, desértica y yerma. La presencia del calor, elemento recurrente en la caracterización del país, alcanza su cénit en el capítulo dedicado a Toledo.